# Курчатовський район
Курчатовський райо́н — адміністративно-територіальна одиниця і муніципальне утворення в центрі Курської області Росії.
Адміністративний центр - місто Курчатов.

## Географія
Курчатовський район розташований у центральній частині Курської області. Загальна площа району 677,93 км²., у тому числі м. Курчатов - 56,14 км²., району - 621,79 кв.км. Районний центр віддалений від обласного на 45 км. Довжина району з півночі на південь 50 км, із заходу на схід 20 км.
Район розташований на південному схилі Середньоросійської височини, на півночі району проходить Фатезько - Льговська гряда, на півдні - Обоянська гряда. Межує із Льговським, Конишевським, Фатезьким, Октябрьським, Большесолдатським районами.
Центр району - м. Курчатов. Відстань до м. Курська по залізниці  46 км, по шосе - 47 км.
Річки: Ломня, Деміна, Реут, Прутище.